# Ziddorf
Ziddorf ist ein Ortsteil der Gemeinde Dahmen im Landkreis Rostock in Mecklenburg-Vorpommern.

## Geografie und Verkehrsanbindung
Ziddorf liegt nordwestlich des Kernortes Dahmen an der B 108. Durch den Ort fließt der Ziddorfer Mühlenbach, südlich verläuft die Landesstraße L 20. Unweit nordöstlich erstreckt sich der 22,2 ha große Haussee und östlich der 1395 ha große Malchiner See. Westlich liegt der Dahmener Ortsteil Großen Luckow und erstreckt sich das 342 ha große Naturschutzgebiet Wüste und Glase.

## Geschichte
Die frühere Gemeinde Ziddorf wurde am 1. Januar 1970 zunächst nach Bülow eingemeindet und am 1. Januar 1974 nach Dahmen umgegliedert.

## Sehenswürdigkeiten

### Baudenkmale
In der Liste der Baudenkmale in Dahmen sind für Ziddorf drei Baudenkmale aufgeführt.